# Theodor Christian Friedrich Raydt
Theodor Christian Friedrich Ernst Raydt (* 7. Oktober 1768 in Breitenbach am Herzberg; † 9. Dezember 1833 in Lingen) war ein deutscher Jurist.

## Leben
Theodor Christian Friedrich Ernst Raydt besuchte das akademische Gymnasium in Hersfeld und studierte anschließend Jura in Rinteln (dort auch Promotion) und in Göttingen. 1791 wurde er Hofmeister des Grafen von Lippe-Biesterfeld in Kleve. Von 1792 bis 1819 übernahm er eine Professur für Rechtswissenschaft am akademischen Gymnasium Georgianum (Lingen). Er war Rektor dieser Hochschule von 1794 bis 1796 und von 1810 bis 1812. Seit 1795 übte er zusätzlich das Amt des Justizkommissars und Notars bei der Tecklenburg-Lingenschen Regierung aus, später zudem das des Regierungsfiskals für die Grafschaft Lingen.